# 芒福德山
芒福德山（英語：Mount Mumford），是南極洲的山峰，位於帕爾默地中部，處於拉斯波恩山西端以北7公里，在1974年由美國地質調查局繪入地圖，現時由南極條約體系管理。